# The Crossing. Przeprawa
The Crossing. Przeprawa  – amerykański serial telewizyjny (dramat, przygodowy, fantastyczny) wyprodukowany przez Shondaland, Davies Heavy Industries oraz ABC Studios, którego twórcami są Jay Beattie i Dan Dworkin. Serial był emitowany od 2 kwietnia 2018 roku do 10 czerwca 2018 roku na ABC.
W Polsce serial został udostępniony dzień później przez platformę Showmax
12 maja 2018 roku, stacja ABC ogłosiła  anulowanie serialu po jednym sezonie.
Serial opowiada o uchodźcach z przyszłości, którzy szukają schronienia we współczesnej Ameryce.

## Obsada
- Steve Zahn jako szeryf Jude Ellis[4]
- Natalie Martinez jako  Reece[6]
- Sandrine Holt jako agentka Emma Ren[5]
- Tommy Bastow jako  Marshall[6]
- Rob Campbell jako  Paul[4]
- Rick Gomez jako  Nestor Rosario
- Marcuis W. Harris jako  Caleb[7]
- Grant Harvey jako Roy Aronson[8]
- Jay Karnes jako Craig Lindauer[8]
- Simone Kessell jako Rebecca[8]
- Kelley Missal jako Hannah[9]
- Luc Roderique jako Bryce Foster
- Bailey Skodje jako Leah
- John D'Leo jako Will[6]
- Georgina Haig jako dr Sophie Forbin

## Odcinki
| Sezon | Odcinki | Oryginalna emisja w ABC | Oryginalna emisja w ABC | Oryginalna emisja w Showmax | Oryginalna emisja w Showmax | Oryginalna emisja w Showmax |
| Sezon | Odcinki | Premiera sezonu         | Finał sezonu            | Premiera sezonu             | Finał sezonu                |                             |
| ----- | ------- | ----------------------- | ----------------------- | --------------------------- | --------------------------- | --------------------------- |
| 1     | 11      | 2 kwietnia 2018         | 9 czerwca 2018          | 3 kwietnia 2018             | 10 czerwca 2018             |                             |

### Sezon 1 (2018)
| #  | Tytuł                             | Reżyseria            | Scenariusz                            | Premiera w ABC   | Premiera w Showmax |
| -- | --------------------------------- | -------------------- | ------------------------------------- | ---------------- | ------------------ |
| 1  | Pilot                             | Rob Bowman           | Dan Dworkin, Jay Beattie              | 2 kwietnia 2018  | 3 kwietnia 2018    |
| 2  | A Shadow Out of Time              | David Von Ancken     | Dan Dworkin, Jay Beattie              | 9 kwietnia 2018  | 10 kwietnia 2018   |
| 3  | Pax Americana                     | Ken Girotti          | Michael Narducci                      | 16 kwietnia 2018 | 17 kwietnia 2018   |
| 4  | The Face of Oblivion              | Tara Nicole Weyr     | Evan Bleiweiss                        | 23 kwietnia 2018 | 24 kwietnia 2018   |
| 5  | Ten Years Gone                    | Jeffrey Hunt         | Rebecca Sonnenshine                   | 30 kwietnia 2018 | 1 maja 2018        |
| 6  | LKA                               | Hanelle M. Culpepper | Vivian Tse                            | 7 maja 2018      | 8 maja 2018        |
| 7  | Some Dreamers of the Golden Dream | Alrick Riley         | Deirdre Mangan                        | 14 maja 2018     | 15 maja 2018       |
| 8  | The Long Morrow                   | Hanelle M. Culpepper | Vivian Tse                            | 28 maja 2018     | 29 maja 2018       |
| 9  | Hope Smiles from the Threshold    | P.J. Pesce           | Matt Olmstead                         | 4 czerwca 2018   | 5 czerwca 2018     |
| 10 | The Androcles Option              | Alex Zakrzewski      | Michael Narducci, Rebecca Sonnenshine | 9 czerwca 2018   | 10 czerwca 2018    |
| 11 | These are the Names               | David Von Ancken     | Dan Dworkin, Jay Beattie              | 9 czerwca 2018   | 10 czerwca 2018    |

## Produkcja
Pod koniec stycznia 2017 roku, stacja ABC ogłosiła zamówienie pilotowego odcinka dramatu.
W lutym 2017 roku, poinformowano, że Sandrine Holt zagra w serialu
W kolejnym miesiącu do obsady dołączyli: Rob Campbell jako Paul, Steve Zahn jako szeryf Jude Ellis, Grant Harvey jako Roy Aronson, Jay Karnes jako Craig Lindauer, Simone Kessell jako Rebecca, Marcuis W. Harris jako  Caleb, Kelley Missal jako Hannah, Tommy Bastow jako  Marshall oraz John D'Leo jako Will.
12 maja 2017 roku, stacja ABC ogłosiła zamówienie pierwszego sezonu, który zadebiutuje w sezonie telewizyjnym 2017/2018.